# آنماریکه ون رومپت
آنماریکه ون رومپت (انگلیسی: Annemarieke van Rumpt؛ زادهٔ ۲۹ april ۱۹۸۰ (۴۴ سال)) ورزشکار روئینگ اهل پادشاهی هلند است.
وی در مسابقات کشوری و بین‌المللی در مجموع برندهٔ ۱ مدال نقره، ۱ مدال برنز شده‌است.